# Cikó megállóhely
Cikó megállóhely egy Tolna vármegyei vasúti megállóhely Cikó községben, a MÁV üzemeltetésében. A falu belterületének északi peremén helyezkedik el, közúti elérését csak egy önkormányzati út biztosítja.

## Vasútvonalak
A megállóhelyet az alábbi vasútvonalak érintik:
- Dombóvár–Bátaszék-vasútvonal

## Kapcsolódó állomások
A megállóhelyhez az alábbi állomások vannak a legközelebb:
- Hidas-Bonyhád vasútállomás (Dombóvár–Bátaszék-vasútvonal)
- Mőcsény megállóhely (Dombóvár–Bátaszék-vasútvonal)

## Forgalom
| Járat        | Útvonal | Gyakoriság |
| ------------ | --- | ---------- |
| személyvonat | Dombóvár – Csikóstőttős – Mágocs-Alsómocsolád – Szalatnak – Szászvár – Máza-Szászvár – Váralja – Nagymányok – Hidas-Bonyhád – Cikó – Mőcsény – Mórágy – Bátaszék – Alsónyék – Pörböly – Baja-Dunafürdő – Baja | Napi 2 pár |